# الأميرالية الهولندية

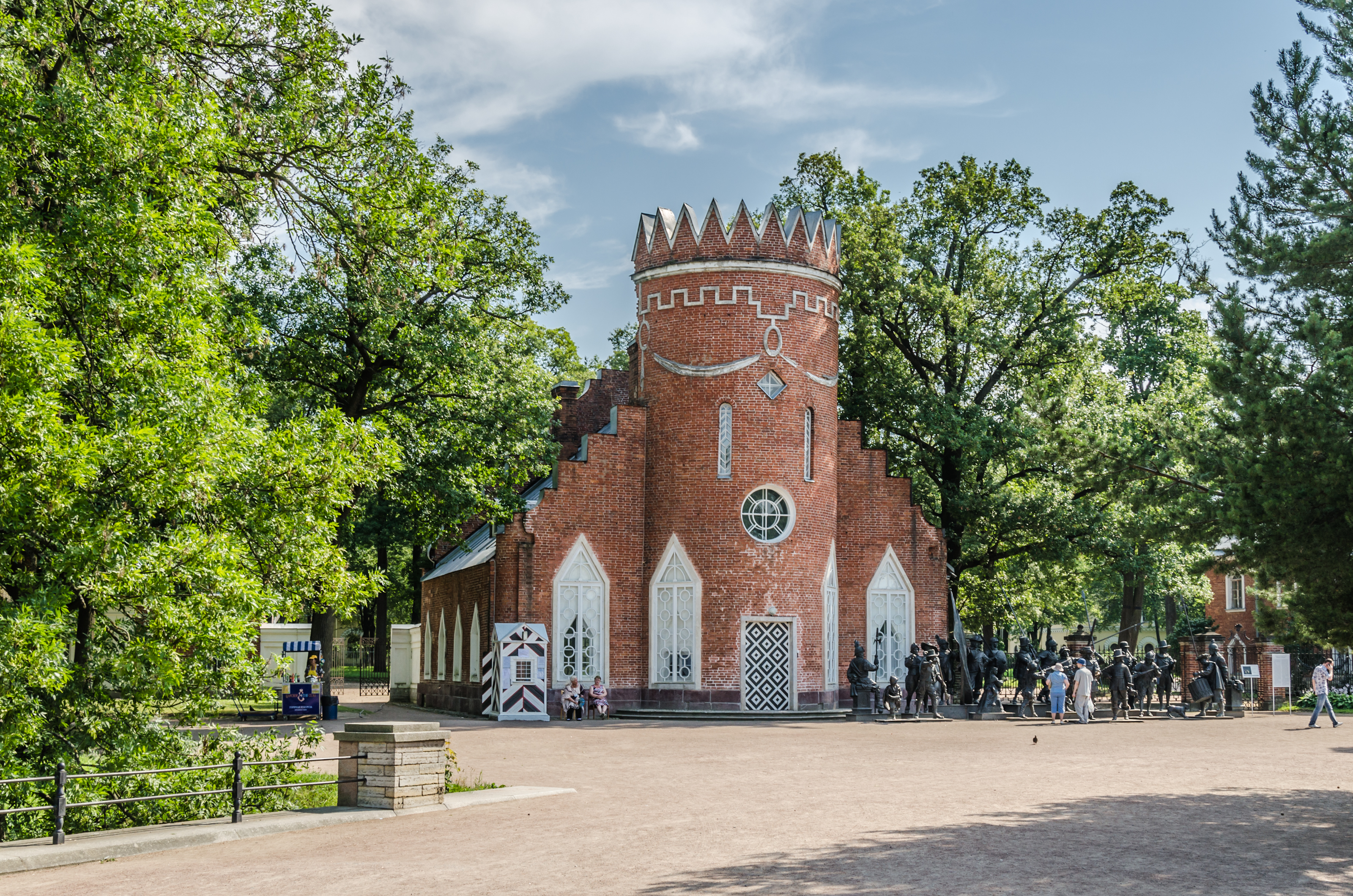
الأميرالية الهولندية.

الأميرالية الهولندية هو الاسم الذي يطلق على ثلاث حماقات (وهو نوع من المباني تم بناءه بالأساس بغرض التزيين والديكور) مصممة على الطراز الهولندي التقليدي وتم بنائها في صيف عام 1773 على ضفة البركة الكبيرة في حديقة كاثرين في تسارسكو سيلو (وهو مقر إقامة ملكي سابق والآن هو مدينة بوشكين وهي إحدى ضواحي سانت بطرسبرغ في روسيا).يحيط بالأجنحة برجان على الطراز القوطي الروسي. كان الجناح المركزي يضم في السابق جلوب غوتورف وهي مجموعة من 166 نقشًا طبيعيًا باللغة الإنجليزية ومجموعة متنوعة من القوارب النادرة التي دمرت خلال الحرب العالمية الثانية.

## روابط خارجية
- الأميرالية على eng.tzar.ru